# 924
924（九百二十四、きゅうひゃくにじゅうよん）は自然数、また整数において、923の次で925の前の数である。

## 性質
- 924は合成数であり、約数は1, 2, 3, 4, 6, 7, 11, 12, 14, 21, 22, 28, 33, 42, 44, 66, 77, 84, 132, 154, 231, 308, 462, 924である。
  - 約数の和は2688。
  - 226番目の過剰数である。1つ前は920、次は928。
    - 素数を除いて σ (n) − n が平方数になる45番目の数である。1つ前は892、次は935。(ただしσは約数関数、オンライン整数列大辞典の数列 A048699)
- 双子素数の和で表せる24番目の数である（461 + 463）。1つ前は864、次は1044。(オンライン整数列大辞典の数列 A54735)
- 924 = 22 × 3 × 7 × 11
  - 4つの異なる素因数の積で p 2 × q × r × s の形で表せる5番目の数である。1つ前は780、次は990。(オンライン整数列大辞典の数列 A189982)
- パスカルの三角形の13段目の中央の数は924である。1つ前は252、次は3432。
  - {\displaystyle 924={\frac {12!}{(6!)^{2}}}={\frac {7\times 8\times 9\times 10\times 11\times 12}{1\times 2\times 3\times 4\times 5\times 6}}}
- 924 = 210 − 102
  - n = 10 のときの 2n − n 2 の値とみたとき1つ前は431、次は1927。(オンライン整数列大辞典の数列 A024012)
- 924 = 322 − 100
  - n = 32 のときの n 2 − 100 の値とみたとき1つ前は861、次は989。(オンライン整数列大辞典の数列 A120071)
- 924 = 72 + 82 + 92 + 102 + 112 + 122 + 132 + 142
  - 8連続自然数の平方和とみたとき7番目の数である。1つ前は764、次は1100。(オンライン整数列大辞典の数列 A276026)
- 924 = {\displaystyle \sum _{k=0}^{13}(k^{2}+k+1)}
  - n = 13 のときの {\displaystyle \sum _{k=0}^{n}(k^{2}+k+1)} の値とみたとき1つ前は741、次は1135。(オンライン整数列大辞典の数列 A006527)
- 約数の和が924になる数は2個ある。(524, 614) 約数の和2個で表せる60番目の数である。1つ前は920、次は942。
- 各位の和が15になる69番目の数である。1つ前は915、次は933。

## その他 924 に関連すること
- ポルシェ・924
- 西暦924年